# 서창호
서창호(1978년 6월 3일 ~ )는 한화 이글스의 전 야구 선수다. 현재 남양주에코유소년야구단 감독을 맡고 있다.

## 출신 학교
- 부산중학교
- 부산고등학교
- 고려대학교

## 같이 보기
- 2001년 한화 이글스 시즌